# Championnat national de tennis des États-Unis 1953
Pour un article plus général, voir US Open de tennis.
Résultats détaillés de l’édition 1953 du championnat de tennis US National qui est disputée du 29 août au 8 septembre 1953.

## Palmarès
| Tableau          | Vainqueurs                   | Vainqueurs | Score           | Finalistes                           | Finalistes           |
| ---------------- | ---------------------------- | ---------- | --------------- | ------------------------------------ | -------------------- |
| Simple dames     | Maureen Connolly             | États-Unis | 6-2, 6-4        | Doris Hart                           | États-Unis           |
| Simple messieurs | Tony Trabert                 | États-Unis | 6-3, 6-2, 6-3   | Vic Seixas                           | États-Unis           |
| Double dames     | Shirley Fry Irvin Doris Hart | États-Unis | 6-2, 7-9, 9-7   | Louise Brough Clapp Margaret Osborne | États-Unis           |
| Double messieurs | Rex Hartwig Mervyn Rose      | Australie  | 6-4 4-6 6-2 6-4 | Bill Talbert Gardnar Mulloy          | États-Unis           |
| Double mixte     | Doris Hart Vic Seixas        | États-Unis | 6-2, 4-6, 6-4   | Julie Ann Sampson Rex Hartwig        | États-Unis Australie |

## Simple dames
|  |                  |  |   |   |  |
|  | Finale           |  |   |   |  |
|  |                  |  |   |   |  |
|  |                  |  |   |   |  |
|  | Maureen Connolly |  | 6 | 6 |  |
|  | Maureen Connolly |  | 6 | 6 |  |
|  | Doris Hart       |  | 2 | 4 |  |

## Double dames
|  |                                |  |   |   |   |
|  | Finale                         |  |   |   |   |
|  |                                |  |   |   |   |
|  |                                |  |   |   |   |
|  | Shirley Fry Doris Hart         |  | 6 | 7 | 9 |
|  | Shirley Fry Doris Hart         |  | 6 | 7 | 9 |
|  | Louise Brough Margaret Osborne |  | 2 | 9 | 7 |

## Double mixte
|  |                           |  |   |   |   |
|  | Finale                    |  |   |   |   |
|  |                           |  |   |   |   |
|  |                           |  |   |   |   |
|  | Doris Hart Vic Seixas     |  | 6 | 4 | 6 |
|  | Doris Hart Vic Seixas     |  | 6 | 4 | 6 |
|  | Julia Sampson Rex Hartwig |  | 2 | 6 | 4 |